# نيزك تاجرة
هو نيزك صغير نسبيا سقط يوم الأحد 09 جوان 1867على الساعة العاشرة و النصف ليلا، بسهل تاجرة (بلديةقجال-ولاية سطيف بالجزائر) الواقع على مسافة 15 كلم جنوب شرق مدينة سطيف.

## التاريخ
في ذلك التاريخ و حسب شهود العيان من الجزائريين و بعض الفرنسيين المتواجدين بالمنطقة في ذلك الوقت.فقد ظهرت في اتجاه الجنوب كرة نارية مضيئة أنارت الريف، ثم انفجرت ثلاث انفجارات متتالية محدثتا صوتا عاليا مخيفا شبهه البعض بصوت الرعد و شبهه آخرون بصوت اطلاق المدافع. ولقد كان الصوت عاليا بحيث تفرقت قطعان الماشية في كل الإتجاهات.
و دائما حسب شهادات المواطنين فإن النيزك قد اصطدم بسطح الأرض بزاوية ضعيفة جدا.حيث أحدث على سطح الأرض ثلما طوله يفوق الكلم الواحد ثم توقف. في الصباح ذهب الأهالي للبحث عن ذلك الشيء الغريب، فاتبعوا الثلم و في نهايته وجدوا جزء من النيزك على عمق 30 سنتيمتر.فأخذوه و سلموه لأحد المحامين الفرنسيين بمدينة سطيف الذي سلمه بدوره لسلطات الاحتلال الفرنسي.التي عاينت الثلم في الأرض و حررت تقارير بذالك.
شودت أضواء هذا النيزك تلك الليلة من مدينة قسنطينة التي تقع علة 120 كلم إلى الشرق من مكان سقوطه، و من مدينة بوسعادة التي تقع على 160 كلم إلى الجنوب.كما سمع دوي الانفجارات حتى 35 كلم من مكان سقوطه.لقد وصف شهود اليعان النيزك الذي قدر وزنه آنذاك بحوالي 8 كيلوغرام، بأنه أسود مثل الفحم وصلب مثل الصخر.
إنقسم النيزك بعد انفجاره إلى شضايا كثيرة، أكبر قطعتين منه تزن أكبرهما 5760 غرام أ ما الثانية فتزن 1700 غرام. القطعة الكبرى متواجدة بمتحف التاريخ الطبيعي بباريس.أما القطعة الثانية فقد قسمت إلى عدة اجزاء صغيرة و توزعت على عدة مؤسسات و الأفراد.

## تصنيفه
بعد دراسته في الجزائر و في باريس، ونظرا لصفاته الفيزيائية و الكيميائية صنف هذا المذنب في صنف الكندرايت chondrits. 

## مواضيع ذات صلة
- نيزك
- نيزك 2003 إبسيلون إن 107
- 2002 إيه إيه 29
- كويكب كرويثن 3753
- أجرام قريبة من الأرض
- 2010 تي كيه7
- فوهة صدمية